# Rede Expressa Regional Suíça

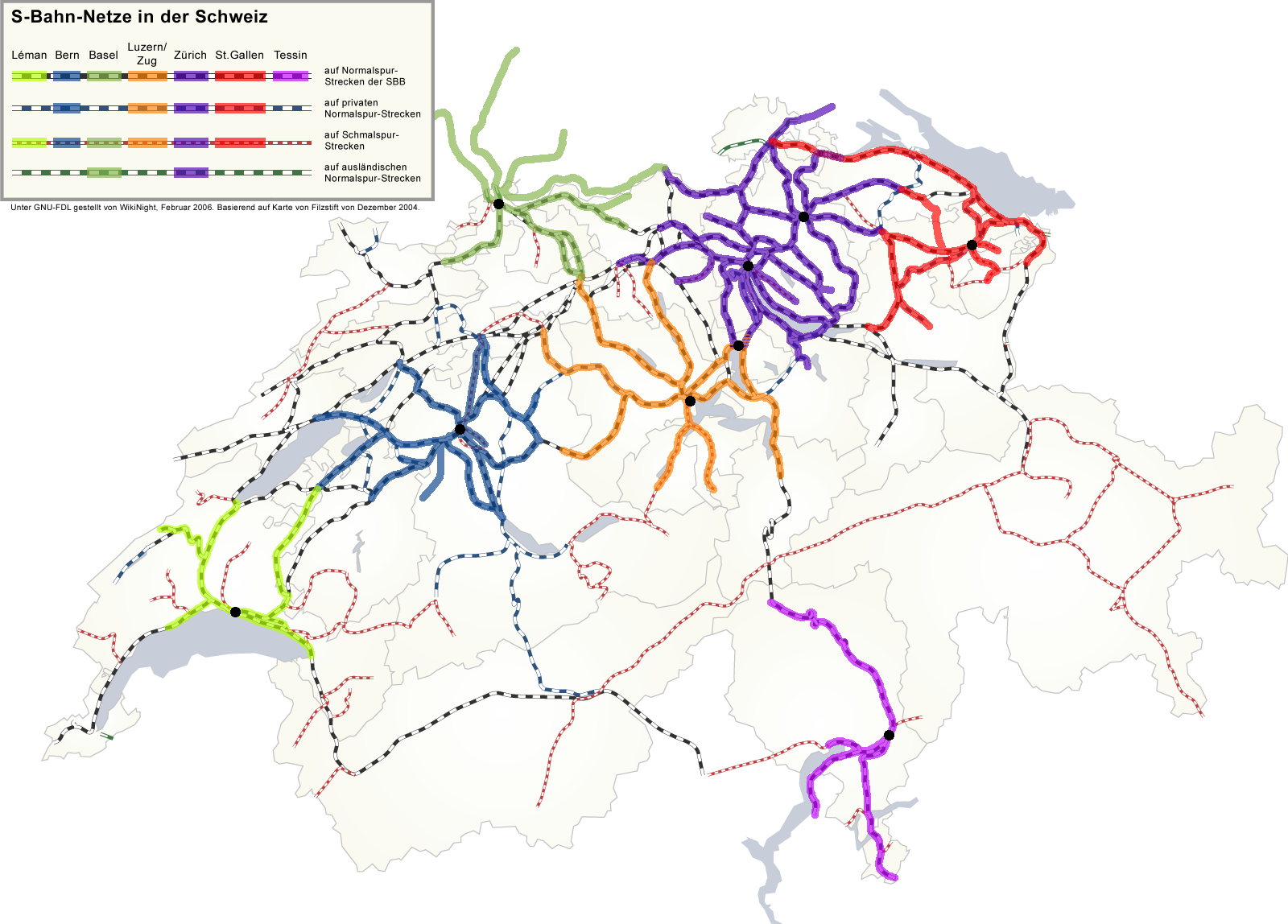
Mapa da Rede Expressa Regional Suíça

A Rede Expressa Regional Suíça (em alemão:  S-Bahn) é um conjunto de redes ferroviárias na Suíça que ligam uma aglomeração urbana á sua periferia. A primeira rede foi inaugurada em 1990 na aglomeração zuriquense, a localidade mas povoada deste país.

## Ligações RER
Actualmente existem as seguintes redes expressas regionais na Suíça:
| Companhia / Linha          | Aglomeração | Desde | N. linhas |
| -------------------------- | ----------- | ----- | --------- |
| S-Bahn Zürich              | Zürich      | 1990  | 26        |
| S-Bahn Bern                | Berna       | 1995  | 12        |
| S-Bahn Basel               | Basileia    | 1997  | 8         |
| S-Bahn St. Gallen          | Saint-Gall  | 2001  | 11        |
| RER Vaud                   | Lausana     | 2001  | 7         |
| S-Bahn Luzern              | Lucerna     | 2004  | 10        |
| S-Bahn Canton Ticino       | Ticino      | 2004  | 4         |
| Stadtbahn Zug              | Zug         | 2004  | 2         |
| S-Bahn Aargau              | Aarau       | 208   | 6         |
| RER Friboug                | Friburgo    | 201   | 6         |
| RER Valais                 | Valais      | 2012  | 3         |
| RER franco-valdo-genebrino | Genebra     | 1994  | 2         |

### Genebra
Em Genebra a RER franco-valdo-genebrino será proximamente ampliada com  a linha Cornavin - Eaux-Vives - Annemasse (CEVA).